# Квартал на червените фенери
Изразът квартал на червените фенери (на английски: red-light district – район на червените светлини) е англицизъм, означаващ градски квартал, в който процъфтява проституцията и други видове секс индустрия като секс магазини, стриптийз и пр.
Наименованието произлиза от традицията да се обозначават прозорците на публичните домове с червени фенери (днес с червени светлини).

## Известни квартали
- Де Вален, Амстердам
- Репербан, Хамбург
- Пигал, Париж
- Кингс Крос, Лондон
- Йошивара, Токио
- Патпонг, Бангкок